# 黄素蛋白
黄素蛋白是指含有一个核黄素的核酸衍生物——黄素腺嘌呤二核苷酸(FAD)或黄素单核苷酸(FMN)的蛋白质。
黄素蛋白涉及到一系列广泛的生物过程，包括但不限于：生物发光、清除由氧化应激所致的自由基、光合作用、DNA修復与细胞凋亡。黄素蛋白中黄素辅因子的光谱特性使它成为了在活性位点内所发生变化的自然指示器，这也使得黄素蛋白成为了被研究最多的蛋白质家族。
黄素蛋白具有黄素单核苷酸(FMN)或黄素腺嘌呤二核苷酸(FAD)作为一个修复基团或作为一个辅因子。 黄素通常是紧密结合的（参见例如adrenodoxin还原酶，其中FAD深埋在酶中）。 大约5-10％的黄素蛋白具有共价连接的FAD。 根据可用的结构数据，FAD结合位点可分为200多种不同类型。